# Нидерландско-суринамские отношения
Нидерландско-суринамские отношения — двусторонние дипломатические отношения между Нидерландами и Суринамом. Государства имеют исторические связи и общий нидерландский язык, являются членами Нидерландского языкового союза.

## История

### Период колонизации
В феврале 1667 года Суринам стал нидерландской колонией после подписания Бредского соглашения между Нидерландами и Великобританией, положившего конец Второй англо-голландской войне. В обмен на богатую сахаром Гвиану Нидерланды передали британцам Новые Нидерланды (в современных Соединённых Штатах Америки). Сразу же Голландская Вест-Индская компания стала частичным владельцем колонии и начала поставлять рабов из Западной Африки для работы в колонии на плантациях сахара, хлопка, кофе и индиго. Голландская Гвиана стала самой важной колонией для Нидерландов в Северной и Южной Америке после потери Голландской Бразилии в 1654 году. В 1700-х годах многие африканские рабы, известные как мароны, стали бежать на юг колонии, создавать свои собственные племена и осуществили небольшое восстание против голландского правления. В 1762 году мароны получили свободу и подписали договор с Нидерландами о признании их прав на территорию и торговые привилегии.
С 1799 по 1816 год Голландская Гвиана стала британской колонией после того, как Нидерланды вошли в состав Первой французской империи под руководством Наполеона I. После окончания Наполеоновских войн Нидерланды восстановили свою независимость и Гвиана была возвращена голландцам. В 1863 году голландцы прекратили работорговлю и нуждаясь в новой рабочей силе начали перевозить яванцев из Голландской Ост-Индии (современная Индонезия), а также жителей Индии и Китая для работы в Голландской Гвиане в качестве наёмных работников. В то же время несколько тысяч бедных голландских фермеров покинули Нидерланды, чтобы работать в колонии. К началу XX века производство в Голландской Гвиане сместилось на каучук, золото и бокситы (которые стали крупнейшим экспортным продуктом колонии, используясь для производства алюминия).

### Независимость
Во время Второй мировой войны (1939—1945) Голландская Гвиана размещала на своей территории американских солдат после того, как гитлеровская Германия вторглась в Нидерланды в 1940 году, а королевская семья бежала в Канаду. В 1942 году колонию посетил принц Бернард Липпе-Бистерфельдский, муж наследной принцессы Юлианы. В 1943 году наследная принцесса Юлиана посетила Голландскую Гвиану. Некоторое количество преимущественно белых голландских гвианцев воевали за освобождение Нидерландов во время войны. Голландская Гвиана стала важным поставщиком бокситов для сил союзников.
В конце Второй мировой войны Нидерланды предоставили больше автономии Голландской Гвиане. Хартия Королевства Нидерландов вступила в силу в декабре 1954 года, предоставив Голландской Гвиане полную автономию внутри колонии, за исключением областей обороны, внешней политики и гражданства. После обретения независимости Индонезии, Нидерланды стали искать способы предоставления независимости своим колониям в Северной и Южной Америке, поскольку их содержание стало слишком дорогостоящим. В 1973 году премьер-министр Нидерландов Йоп ден Ойл заявил, что последние оставшиеся голландские колонии станут независимыми во время его правления. Однако, только Голландская Гвиана была заинтересована в независимости, которую обрела 25 ноября 1975 года и сменила название на «Суринам». Наследная принцесса Нидерландов Беатрикс и премьер-министр Йоп ден Ойл присутствовали на церемонии провозглашения независимости в Парамарибо.

### Обретение независимости
Вскоре после обретения Суринамом независимости большинство европейцев вернулись в Нидерланды. Около 300 000 суринамцев также решили переехать в Европу и получить нидерландское гражданство. В феврале 1980 года Дези Баутерсе, глава суринамских вооружённых сил, осуществил государственный переворот и свергнул премьер-министра Хенка Аррона, после чего стал де-факто лидером страны. В декабре 1982 года 15 известных молодых людей, большинство из которых были журналистами и юристами, подвергли критике военную диктатуру Дези Баутерсе, после чего они были доставлены в Форт Зеландия, где их пытали и убили. Инцидент вошёл в историю как «Декабрьские убийства», а Нидерланды после этого заморозили оказание помощи в целях развития для Суринама.
С 1986 по 1992 год Суринам был вовлечен в гражданскую войну, в основном против повстанцев-маронов. В 1986 году Нидерланды планировали осуществить военное вторжение в Суринам, чтобы отстранить Дези Баутерсе от власти, однако в последний момент операция была отменена. В 1999 году Дези Баутерсе был заочно осужден судом в Нидерландах на 11 лет лишения свободы за торговлю наркотиками. В 2007 году Дези Баутерсе было предъявлено обвинение в организации «Декабрьских убийств». В 2010 году Дези Баутерсе стал президентом Суринама и перестал подлежать судебному преследованию. После его возвращения к власти, правительство Нидерландов имеет ограниченные контакты с Суринамом и заявляет, что Дези Баутерсе негативно воспринимается в их стране. В 2013 году Нидерланды призвали арестовать Дези Баутерсе в ЮАР, где он присутствовал на похоронах Нельсона Манделы.

## Государственные визиты
Визиты членов королевской семьи и премьер-министров из Нидерландов в Суринам:
- Принц Бернард Липпе-Бистерфельдский (1942)
- Наследная принцесса Нидерландов Юлиана (1943)
- Королева Нидерландов Юлиана (1955, 1978)
- Наследная принцесса Нидерландов Беатрикс (1975)
- Премьер-министр Йоп ден Ойл (1975)
- Премьер-министр Ян Петер Балкененде (2005, 2008)

Президентские визиты из Суринама в Нидерланды:
- Президент Йохан Ферье (1977)
- Президент Рональд Венетиан (2006)

## Торговля
В 2016 году объём товарооборота составил сумму 174 миллиона евро. Экспорт Нидерландов в Суринам: химические продукты, машинное оборудование, электрическое и транспортное оборудование. Экспорт Суринама в Нидерланды: живые животные и продукты питания, сырье и напитки. Нидерланды занимают второе место среди экономических партнёров Суринама, после Соединённых Штатов Америки.

## Дипломатические представительства
- У Нидерландов есть посольство в Парамарибо[13].
- Суринам имеет посольство в Гааге, генеральные консульства в Амстердаме и в Виллемстаде (Кюрасао)[14].